# Scheffauer
Scheffauer – szczyt w pasmie Kaisergebirge, części Północnych Alp Wapiennych. Leży w Austrii w kraju związkowym Tyrol, tuż przy granicy z Niemcami. Sąsiaduje z Hackenköpfe. Szczyt można zdobyć ze schronisk Kaindlhütte (1318 m).